# Jorge Edson
Jorge Edson Souza de Brito, född 13 oktober 1966 i Porto Alegre, är en brasiliansk före detta volleybollspelare. Edson blev olympisk guldmedaljör i volleyboll vid sommarspelen 1992 i Barcelona.